# Industry Baby
Industry Baby è un singolo dei rapper statunitensi Lil Nas X e Jack Harlow, pubblicato il 23 luglio 2021 come terzo estratto dal primo album in studio di Lil Nas X Montero.

## Pubblicazione
Il 16 luglio 2021 Lil Nas X ha pubblicato un video su TikTok nel quale annunciava di avere in programma un'udienza in tribunale fissata al lunedì seguente, alludendo alla causa intentata dalla Nike contro di lui per le scarpe Satan Shoes, usate per promuovere il singolo di successo Montero (Call Me by Your Name). La data dell'udienza si è poi rivelata quella di annuncio del singolo, che è stato svelato grazie ad un'anteprima del videoclip pubblicata sui canali social dell'artista. Più avanti è stata rivelata anche la copertina e la data d'uscita, nonché la collaborazione con Harlow.

## Video musicale
Il video musicale, diretto da Christian Breslauer, è stato reso disponibile su YouTube in concomitanza con il lancio del singolo. In esso Lil Nas X viene condannato da un giudice (interpretato dall'artista) a cinque anni di reclusione per essere diventato gay, dopodiché viene trasferito nella Montero State Prison, dove diventa capo di una gang con la quale progetta un'evasione. Harlow è anch'esso in prigione e viene sedotto da una vigilessa.

## Tracce
Testi e musiche di David Biral, Denzel Baptiste, Jack Harlow, Montero Hill e Nick Lee.
1. Industry Baby – 3:32

## Formazione
- Lil Nas X – voce
- Jack Harlow – voce
- Kanye West – produzione, trombe
- Take a Daytrip – produzione, produzione vocale
- Nick Lee – co-produzione
- David Dickenson – assistenza tecnica
- Drew Sliger – assistenza tecnica
- Mervin Hernandez – assistenza tecnica
- Eric Lagg – mastering
- Patrizio "Teezio" Pigliapoco – missaggio
- Denzel Baptiste – registrazione
- Roy Lenzo – registrazione

## Successo commerciale
Nella Billboard Hot 100 statunitense il singolo ha esordito al 2º posto, bloccato alla vetta da Butter dei BTS, con 40,6 milioni di stream, un'audience radiofonica pari a 2,9 milioni e 10 900 copie digitali, divenendo in questo modo la quarta top ten di Lil Nas X e la seconda di Harlow. Nella sua seconda settimana è sceso di cinque posizioni, aumentando però gli ascolti in radio del 290%. Durante la dodicesima settimana di permanenza è riuscito a raggiungere il vertice della classifica grazie a 64 milioni di radioascoltatori, 23,2 milioni di stream e 34 300 download, divenendo la terza numero uno di Lil Nas X e la prima di Harlow.
Nella Official Singles Chart britannica Industry Baby ha fatto il suo esordio alla 13ª posizione con 28 423 unità di vendita. Nella settimana di pubblicazione dell'album di provenienza è approdato al 3º posto grazie ad ulteriori 34 989 unità, segnando la terza top ten per Lil Nas X e la prima per Harlow.

## Classifiche

### Classifiche settimanali
| Classifica (2021-22)  | Posizione massima |
| --------------------- | ----------------- |
| Argentina             | 64                |
| Australia             | 4                 |
| Austria               | 7                 |
| Belgio (Fiandre)      | 19                |
| Belgio (Vallonia)     | 9                 |
| Brasile               | 8                 |
| Canada                | 3                 |
| Corea del Sud         | 182               |
| Costa Rica            | 12                |
| Croazia               | 23                |
| Danimarca             | 4                 |
| Finlandia             | 5                 |
| Francia               | 3                 |
| Germania              | 9                 |
| Grecia                | 1                 |
| India                 | 3                 |
| Irlanda               | 2                 |
| Islanda               | 5                 |
| Italia                | 20                |
| Libano                | 4                 |
| Lituania              | 2                 |
| Lussemburgo           | 12                |
| Norvegia              | 3                 |
| Nuova Zelanda         | 1                 |
| Paesi Bassi           | 10                |
| Panama                | 15                |
| Paraguay              | 100               |
| Perù                  | 34                |
| Portogallo            | 1                 |
| Regno Unito           | 3                 |
| Repubblica Ceca       | 3                 |
| Repubblica Dominicana | 40                |
| Romania               | 58                |
| Russia                | 20                |
| Singapore             | 3                 |
| Slovacchia            | 2                 |
| Spagna                | 27                |
| Stati Uniti           | 1                 |
| Sudafrica             | 4                 |
| Svezia                | 8                 |
| Svizzera              | 4                 |
| Ungheria              | 2                 |
| Vietnam               | 41                |

### Classifiche di fine anno
| Classifica (2021) | Posizione |
| ----------------- | --------- |
| Australia         | 23        |
| Austria           | 26        |
| Belgio (Fiandre)  | 91        |
| Belgio (Vallonia) | 39        |
| Brasile           | 65        |
| Canada            | 21        |
| Danimarca         | 37        |
| Francia           | 26        |
| Germania          | 43        |
| India             | 16        |
| Irlanda           | 31        |
| Islanda           | 29        |
| Italia            | 76        |
| Norvegia          | 25        |
| Nuova Zelanda     | 22        |
| Paesi Bassi       | 50        |
| Portogallo        | 6         |
| Regno Unito       | 45        |
| Russia            | 139       |
| Stati Uniti       | 24        |
| Svezia            | 68        |
| Svizzera          | 31        |
| Ungheria          | 14        |
| Classifica (2022) | Posizione |
| Australia         | 16        |
| Austria           | 47        |
| Belgio (Fiandre)  | 131       |
| Belgio (Vallonia) | 91        |
| Brasile           | 91        |
| Canada            | 15        |
| Danimarca         | 61        |
| Francia           | 91        |
| Germania          | 62        |
| India             | 12        |
| Islanda           | 41        |
| Lituania          | 29        |
| Nuova Zelanda     | 17        |
| Regno Unito       | 100       |
| Russia            | 185       |
| Stati Uniti       | 16        |
| Svizzera          | 47        |
| Ungheria          | 49        |
| Vietnam           | 100       |

## Date di pubblicazione
| Paese                 | Data           | Formato                      | Etichetta | Nota    |
| --------------------- | -------------- | ---------------------------- | --------- | ------- |
| Mondo                 | 23 luglio 2021 | Download digitale, streaming | Columbia  | [ 97 ]  |
| Stati Uniti d'America | 3 agosto 2021  | Contemporary hit radio       | Columbia  | [ 98 ]  |
| Stati Uniti d'America | 3 agosto 2021  | Rhythmic contemporary        | Columbia  | [ 99 ]  |
| Stati Uniti d'America | 3 agosto 2021  | Urban contemporary           | Columbia  | [ 100 ] |